# بریتانی مورفی
بریتانی آن مورفی-مونجاک (به انگلیسی: Brittany Anne Murphy-Monjack؛ ۱۰ نوامبر ۱۹۷۷ – ۲۰ دسامبر ۲۰۰۹) بازیگر و خوانندهٔ آمریکایی بود که به‌خاطر مهارت‌های کمدی و درام خود شناخته می‌شد.

## زندگی و حرفه
بریتانی آن برتولوتی در سال ۱۹۷۷ در آتلانتا در جورجیا زاده شد. والدینش شارون کثلین مورفی و آنجلو برتولوتی بودند. وقتی که ۲ ساله بود پدر و مادرش از هم جدا شدند و مورفی با مادرش در شهر ادیسون، نیوجرسی بزرگ شد.
سپس بریتانی و خانواده‌اش به لس آنجلس رفتند، در اینجا بود که بریتانی توانست دوران فعالیتش را آغاز کند. مورفی گفت که هیچ‌وقت مادرش سعی نکرد خلاقیتش را خاموش کند. او می‌دانست که مادرش یک فاکتور اصلی برای موفقیتش است: «وقتی که من از مادرم خواستم به کالیفرنیا نقل مکان کنیم مادرم هرچه داشت رو فروخت و به خاطر من به آنجا نقل مکان کردیم … مامانم همیشه به من اعتقاد داشت». مادر مورفی ایرلندی بود و مورفی دو برادر ناتنی بزرگتر و یک خواهر ناتنی کوچکتر داشت، جف و تونی برتولوتی، پیا برتولوتی.
او نخستین بار در سال ۱۹۹۱ در مجموعه تلویزیونی کمدی موقعیت مورفی براون بازی کرد. او با بازی در نقش وردست آلیسیا سیلورستون در فیلم بی‌سرنخ (۱۹۹۵) به شهرت رسید. مورفی در فیلم‌هایی چون تازه ازدواج‌کرده، ۸ مایل، شهر گناه، دختر، ازهم‌گسیخته، سوار ماشین با پسرها، دختران بالاشهری ایفای نقش کرد. او همچنین در چند فیلم پویانمایی از جمله فیوچراما، سلطان تپه و هپی فیت صداپیشگی کرده بود.
مورفی در ۲۰ دسامبر ۲۰۰۹ در ۳۲ سالگی در منزل خود در لس آنجلس، کالیفرنیا بر اثر ذات‌الریه درگذشت.

## زندگی شخصی
بریتانی در اواخر سال ۲۰۰۲ شروع به همکاری با اشتون کوچر در فیلم تازه ازدواج‌کرده کرد. در مه سال ۲۰۰۷ مورفی با یک فیلمنامه‌نویس بریتانیایی به نام سایمون مونجاک در مراسم یهودیان در لس آنجلس ازدواج کرد. مورفی در سه سال و نیم آخر زندگیش به همراه مونجاک و مادرش در یک خانه زندگی می‌کردند.
در اوایل سال ۲۰۰۰ مورفی وزن زیادی کم کرد که منجر به به وجود آمدن شایعاتی دربارهٔ اعتیاد او به کوکائین شد.

## مرگ
ساعت ۸ بامداد روز ۲۰ دسامبر ۲۰۰۹ مورفی در حمام خانهٔ خود غش کرد و بعد از دقایقی آتش‌نشان‌ها به محل رسیدند و او را به بیمارستان انتقال دادند، اما او قبل از رسیدن به مرکز پزشکی سیدرز-ساینای در اثر ایست قلبی در ساعت ۱۰:۰۴ درگذشت.
روز بعد از مرگ مورفی کالبد شکافی انجام شد ولی علت مرگ او اعلام نشد تا این که در تاریخ ۴ فوریه ۲۰۱۰ مرکز پزشکی قانونی لس آنجلس اعلام کرد که علت اصلی مرگ وی بیماری سینه‌پهلو به همراه عوامل ثانویه از جمله کم‌خونی، فقر آهن و مسمومیت دارویی چندگانه بوده‌است.
مورفی در تاریخ ۲۴ دسامبر ۲۰۰۹ در آرامگاه فارست لان مموریال پارک دفن شد.
در ۲۳ مه ۲۰۱۰، جسد همسر مورفی، سایمون مونجاک، در همان محل پیدا شد و چندی بعد علت مرگ وی را نیز سینه‌پهلوی حاد و کم‌خونی شدید اعلام کردند. بعد از مدتی ادارهٔ بهداشت لس آنجلس وجود یک نوع قارچ در خانهٔ آن‌ها را دلیل اصلی مرگ آن‌ها اعلام کرد که این خبر مورد انتقاد بعضی کارشناسان قرار گرفت، مرگ او و همسرش در هاله ای از ابهام قرار دارد.

## فیلم‌شناسی

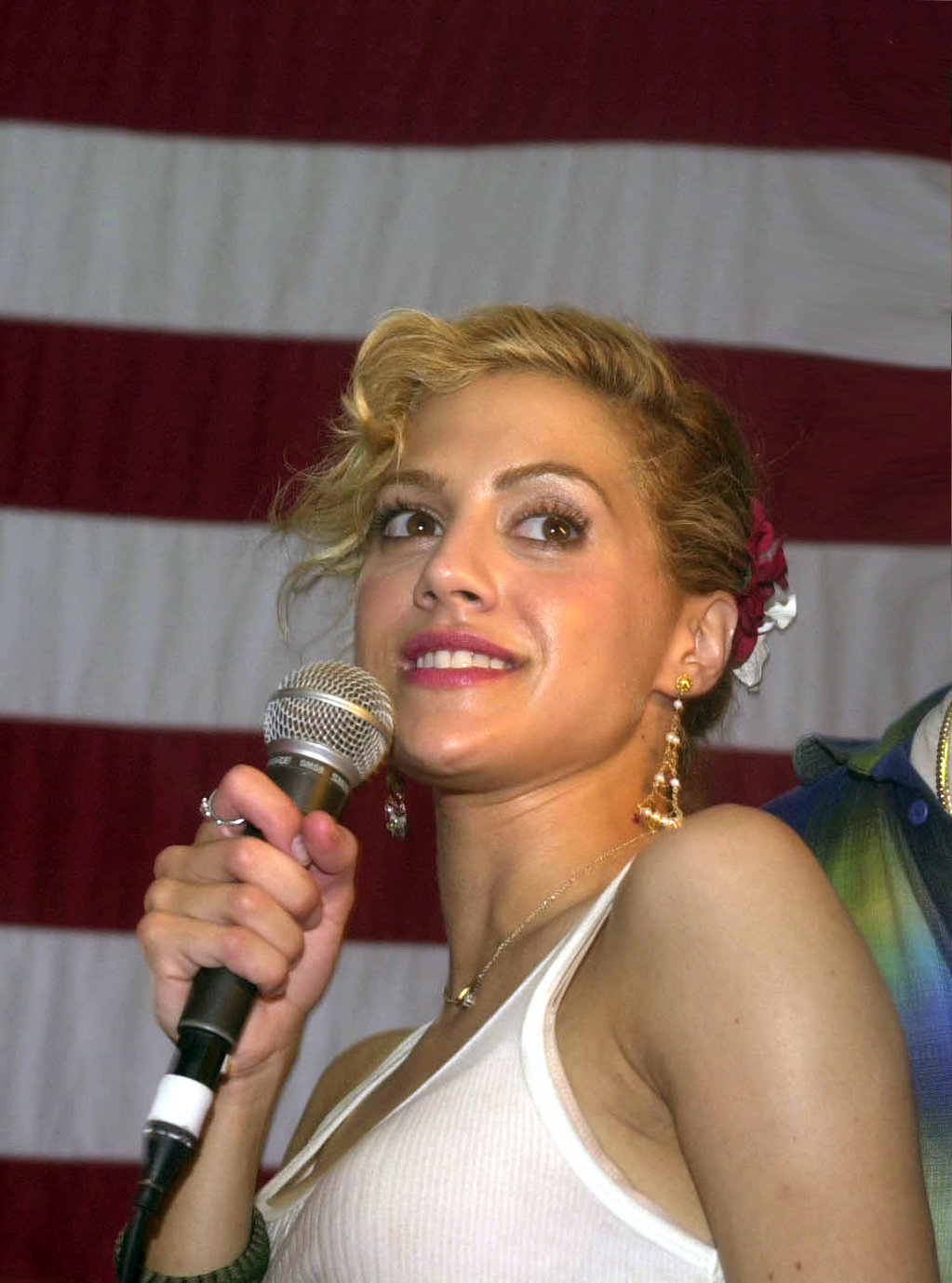
بریتانی مورفی در سال ۲۰۰۳

| سال  | نام فیلم                                 | نقش                   | یادداشت‌ها |
| ---- | ---------------------------------------- | --------------------- | --- |
| ۱۹۹۳ | دعاهای خانوادگی                          | الیس                  | نقش کوتاه |
| ۱۹۹۵ | بی سرنخ                                  | Tai                   | - Nominated — جایزه هنرمند جوان for Best Professional Actress/Singer - Nominated — جایزه هنرمند جوان For Best Young Supporting Actress - Feature Film |
| ۱۹۹۶ | آزادراه                                  | Rhonda                | |
| ۱۹۹۷ | بونگ‌واتر                                 | مری                   | Nominated — جایزه انحصاری دی‌وی‌دی for Best Supporting Actress |
| ۱۹۹۷ | راندن (محرک)                             | Deliverance Bodine    | |
| ۱۹۹۸ | سقوط آسمان                               | Emily Nicholson       | |
| ۱۹۹۸ | رسالت ۲                                  | ایزی                  | فیلم ویدئویی |
| ۱۹۹۸ | ققنوس                                    | ورونیکا               | |
| ۱۹۹۸ | Zack and Reba                            | Reba Simpson          | Nominated — جایزه انحصاری دی‌وی‌دی for Best Actress |
| ۱۹۹۹ | آخر خوشگل‌ها                              | Lisa Swenson          | Young Artist Awards |
| ۱۹۹۹ | دختر، ازهم‌گسیخته                         | Daisy Randone         | Nominated — جایزه هنرمند جوان Best Performance in a Feature Film - Leading Young Actress |
| ۲۰۰۰ | تریسکی                                   | Ruby Pearli           | |
| ۲۰۰۰ | فرشته ها!                                | Nurse Bellows         | |
| ۲۰۰۰ | چری فالز                                 | Jody Marken           | |
| ۲۰۰۰ | تست                                      | Daniella              | فیلم کوتاه |
| ۲۰۰۱ | پیاده‌روهای نیویورک                       | اشلی                  | |
| ۲۰۰۱ | ماجراهای تابستانی                        | Dede Mulligan         | |
| ۲۰۰۱ | هیچی نگو                                 | Elisabeth Burrows     | Nominated — Satellite Award for Best Supporting Actress – Motion Picture |
| ۲۰۰۱ | ماشین‌سواری با پسرها                      | Fay Forrester         | |
| ۲۰۰۲ | اسپون                                    | Nikki                 | |
| ۲۰۰۲ | Something in Between                     | Sky                   | Short subject |
| ۲۰۰۲ | ۸ مایل                                   | Alex Latourno         | - Nominated — جوایز برگزیده نوجوانان Choice Movie Liplock Shared With امینم - Nominated — جوایز برگزیده نوجوانان Choice Movie Actress - Drama/Action Adventure |
| ۲۰۰۳ | تازه ازدواج‌کرده                          | سارا                  | - Nominated — جوایز برگزیده نوجوانان Choice Movie Liplock Shared With اشتون کوچر - Nominated — جوایز برگزیده نوجوانان Choice Movie Actress - Comedy - Nominated — Razzie Award for Worst Actress - Nominated — Razzie Award for Worst Screen Couple Shared with: اشتون کوچر & تارا رید For Ashton Kutcher with either of the actresses |
| ۲۰۰۳ | دختران بالاشهری                          | Molly Gunn            | |
| ۲۰۰۳ | پسر خوب                                  | نلی                   | فقط صدا |
| ۲۰۰۴ | دفترچه سیاه                              | Stacy Holt            | Nominated — جوایز برگزیده نوجوانان For Choice Movie Actress: Drama |
| ۲۰۰۵ | شهر گناه                                 | شلی                   | Nominated — جایزه گزینش منتقدان فیلم for Best Acting Ensemble |
| ۲۰۰۵ | هرگز نبوده                               | Maggie Blake          | |
| ۲۰۰۵ | I'm Still Here                           | Voiceover             | Documentary about the Holocaust |
| ۲۰۰۶ | ساقدوش‌های داماد                          | سو                    | |
| ۲۰۰۶ | عشق و بلایای دیگر                        | Emily "Jacks" Jackson | |
| ۲۰۰۶ | خوش‌قدم                                   | گلوریا                | فقط صدا |
| ۲۰۰۶ | دختر مرده                                | Krista Kutcher        | |
| ۲۰۰۸ | دختر رامن                                | ابی                   | |
| ۲۰۰۸ | Futurama: The Beast with a Billion Backs | صدا پیشه              | فیلم ویدئویی |
| ۲۰۰۹ | در آن سوی سالن                           | ژوئن                  | |
| ۲۰۰۹ | خط مرگ                                   | آلیس                  | فیلم ویدئویی |
| ۲۰۱۰ | رها شده                                  | مری                   | فیلم ویدئویی |
| ۲۰۱۴ | اندکی شرارت                              | سوزان                 | |

| سال        | نام اثر                 | نقش                                               | یادداشت‌ها |
| ---------- | ----------------------- | ------------------------------------------------- | --- |
| ۱۹۹۱       | مورفی براون             | Frank's sister                                    | اپیزود اول |
| ۱۹۹۱– ۱۹۹۲ | Drexell's Class         | Brenda Drexell                                    | اپیزود هجدهم |
| ۱۹۹۲       | Kids Incorporated       | Celeste                                           | اپیزود اول |
| ۱۹۹۲       | Parker Lewis Can't Lose | Angie                                             | اپیزود اول |
| ۱۹۹۳       | تقریباً خانه             | مالی مورگان                                       | اپیزود سیزدهم |
| ۱۹۹۳       | Blossom                 | Wendy                                             | اپیزود اول |
| ۱۹۹۴       | فریژر                   | Olsen                                             | اپیزود اول |
| ۱۹۹۴       | Party of Five           | Abby                                              | اپیزود دوم |
| ۱۹۹۴– ۱۹۹۵ | Sister, Sister          | Sarah                                             | اپیزود ششم |
| ۱۹۹۵       | Boy Meets World         | Trini Martin                                      | اپیزود دوم |
| ۱۹۹۵       | The Marshal             | Lizzie Roth                                       | اپیزود اول |
| ۱۹۹۵       | seaQuest DSV            | Christine VanCamp                                 | اپیزود اول |
| ۱۹۹۵       | Murder One              | Diane "Dee-Dee" Carson                            | اپیزود اول |
| ۱۹۹۶       | Double Jeopardy         | جولیا                                             | فیلم تلویزیونی |
| ۱۹۹۶       | Nash Bridges            | کری                                               | اپیزود اول |
| ۱۹۹۶       | Clueless                | جاسمین                                            | اپیزود اول |
| ۱۹۹۷– ۲۰۰۹ | پادشاه تپه              | Luanne Platter (voice) Various characters (voice) | - 226 episodes - جایزه آنی for Voice Acting in an Animated Television Production (2005) - Nominated — جایزه آنی for Outstanding Individual Achievement for Voice Acting by a Female Performer in an Animated Television Production (2000) - Nominated — جایزه آنی Best Individual Achievement: Voice Acting by a Female Performer in a TV Production (1997) |
| ۱۹۹۸       | دیوید و لیسا            | لیزا                                              | - Television film - Nominated — جایزه هنرمند جوان for Best Performance in a TV Movie/Pilot/Mini-Series or Series - Leading Young Actress |
| ۱۹۹۹       | حساب شیطان              | Rivkah                                            | فیلم تلویزیونی |
| ۱۹۹۹– ۲۰۰۰ | Pepper Ann              | Tank the 8th grader (voice)                       | اپیزود سوم |
| ۲۰۰۰       | Common Ground           | Dorothy Nelson                                    | فیلم تلویزیونی |
| ۲۰۰۹       | Tribute                 | Cilla McGowan                                     | فیلم تلویزیونی |
| ۲۰۰۹       | گسل عظیم                | دکتر امی لن                                       | فیلم تلویزیونی |

## جوایز و نامزدی‌ها
| جایزه آنی | جایزه آنی | جایزه آنی                                                                          | جایزه آنی |
| --------- | --------- | ---------------------------------------------------------------------------------- | --------- |
| ۱۹۹۷      | سلطان تپه | Best Individual Achievement: Voice Acting be a Female Performer in a TV Production | نامزدشده  |
| ۲۰۰۰      | سلطان تپه | Best Individual Achievement: Voice Acting be a Female Performer in a TV Production | نامزدشده  |
| ۲۰۰۵      | سلطان تپه | Best Individual Achievement: Voice Acting be a Female Performer in a TV Production | برنده     |

| جایزه انحصاری دی‌وی‌دی | جایزه انحصاری دی‌وی‌دی | جایزه انحصاری دی‌وی‌دی    | جایزه انحصاری دی‌وی‌دی |
| -------------------- | -------------------- | ----------------------- | -------------------- |
| ۲۰۰۱                 | Bongwater            | Best Supporting Actress | نامزدشده             |
| ۲۰۰۱                 | Zack and Reba        | Best Actress            | نامزدشده             |

| جایزه تمشک طلایی | جایزه تمشک طلایی | جایزه تمشک طلایی                             | جایزه تمشک طلایی |
| ---------------- | ---------------- | -------------------------------------------- | ---------------- |
| ۲۰۰۴             | تازه ازدواج‌کرده  | Worst Screen Couple (shared with اشتون کوچر) | نامزدشده         |
| ۲۰۰۴             | تازه ازدواج‌کرده  | Worst Supporting Actress                     | نامزدشده         |

| جایزه ستلایت | جایزه ستلایت | جایزه ستلایت                                                 | جایزه ستلایت |
| ------------ | ------------ | ------------------------------------------------------------ | ------------ |
| ۲۰۰۲         | هیچی نگو     | Satellite Award for Best Supporting Actress – Motion Picture | نامزدشده     |

| جوایز برگزیده نوجوانان | جوایز برگزیده نوجوانان | جوایز برگزیده نوجوانان                      | جوایز برگزیده نوجوانان |
| ---------------------- | ---------------------- | ------------------------------------------- | ---------------------- |
| ۲۰۰۳                   | تازه ازدواج‌کرده        | Choice Movie Actress—Comedy                 | نامزدشده               |
| ۲۰۰۳                   | ۸ مایل                 | Choice Movie Actress—Drama/Action-Adventure | نامزدشده               |
| ۲۰۰۳                   | ۸ مایل                 | Choice Lip Lock (shared with امینم)         | نامزدشده               |
| ۲۰۰۳                   | تازه ازدواج‌کرده        | Choice Lip Lock (shared with اشتون کوچر)    | نامزدشده               |
| ۲۰۰۵                   | کتاب کوچک سیاه         | Choice Movie Actress—Drama                  | نامزدشده               |

| جایزه هنرمند جوان | جایزه هنرمند جوان | جایزه هنرمند جوان                                                                | جایزه هنرمند جوان |
| ----------------- | ----------------- | -------------------------------------------------------------------------------- | ----------------- |
| ۱۹۹۶              | N/A               | Best Professional Actress/Singer                                                 | نامزدشده          |
| ۱۹۹۶              | بی‌سرنخ            | Best Young Supporting Actress in a Feature Film                                  | نامزدشده          |
| ۱۹۹۹              | دیوید و لیزا      | Best Performance in a TV Movie/Pilot/Mini-Series or Series—Leading Young Actress | نامزدشده          |
| ۲۰۰۰              | دختر، ازهم‌گسیخته  | Best Young Leading Actress in a Feature Film                                     | نامزدشده          |